# Dicyema oligomerum
Dicyema oligomerum är en djurart som tillhör fylumet rhombozoer, och som beskrevs av Olga K. Bogolepova 1960. Dicyema oligomerum ingår i släktet Dicyema och familjen Dicyemidae. Inga underarter finns listade i Catalogue of Life.